# Мідний бик
Бик Фаларида (Мідний бик, Сицилійський бик, Пергамський мідний бик) — давній засіб страти. Застосовувався тираном Агригента Фаларидом у другій половині VI ст. до н. е.

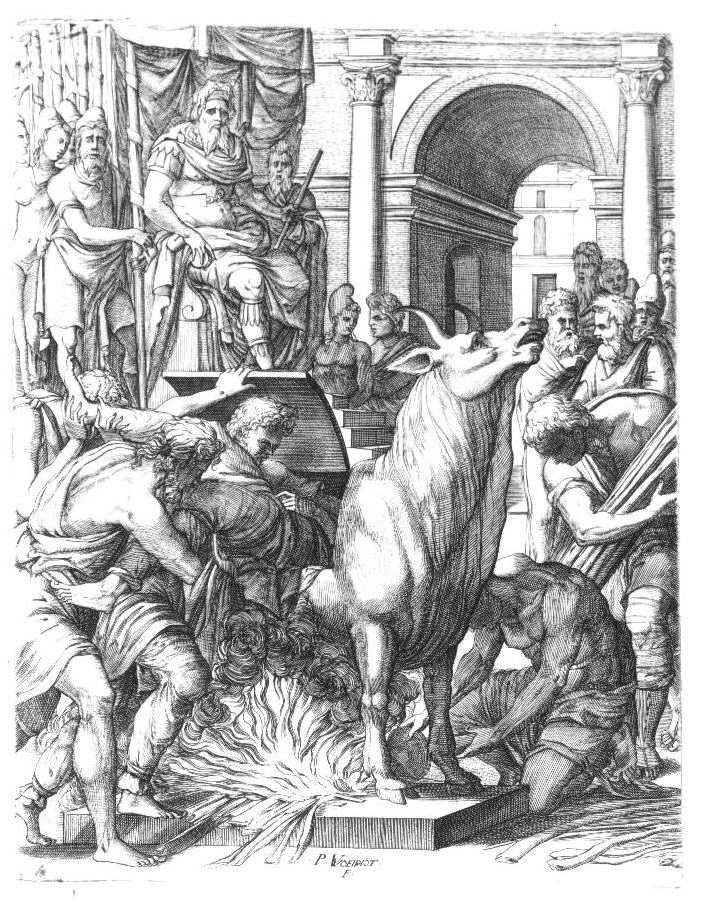
Пьєр Вейріо — Фаларид

## Характеристика
Мідний бик виготовлявся з міді в натуральну величину, з дверцятами на спині, між лопаток, або в боку і мав особливість перетворювати крик жертви на звук подібний до крику бика. Всередину бика саджали засудженого до страти, закривали, а потім підпалювали під биком вогнище.